# Franc Komar
Franc Komar es un deportista yugoslavo que compitió en esquí alpino adaptado. Ganó una medalla de bronce en los Juegos Paralímpicos de Innsbruck 1984 en la prueba combinada (clase LW6/8).

## Palmarés internacional
| Juegos Paralímpicos | Juegos Paralímpicos | Juegos Paralímpicos | Juegos Paralímpicos |
| Año                 | Lugar               | Medalla             | Prueba              |
| ------------------- | ------------------- | ------------------- | ------------------- |
| 1984                | Innsbruck (Austria) | Medalla de bronce   | Combinada LW6/8     |